# Segunda Categoría de Santo Domingo de los Tsáchilas 2019
El Campeonato Provincial de Segunda Categoría de Santo Domingo de los Tsáchilas 2019, llamado oficialmente Copa Nature's Pharma 2019 por motivos de patrocinio, fue un torneo de fútbol en Ecuador en el cual compitieron equipos de la Provincia de Santo Domingo de los Tsáchilas. El torneo fue organizado por la Asociación de Fútbol No Amateur de Santo Domingo de los Tsáchilas (AFNATSA) y avalado por la Federación Ecuatoriana de Fútbol. El torneo empezó el 11 de mayo de 2019 y finalizó el 21 de julio de 2019. Participaron 9 clubes de fútbol y entregó 2 cupos al zonal de ascenso de la Segunda Categoría 2019 por el ascenso a la Serie B, además el campeón provincial clasificó a la primera fase de la Copa Ecuador 2020.

## Sistema de campeonato
El sistema determinado por la Asociación de Fútbol No Amateur de Santo Domingo de los Tsáchilas fue el siguiente:
- Primera etapa: Los 9 equipos fueron divididos en 2 grupos, el primero de 5 equipos y el otro de 4 equipos, jugaron todos contra todos, 6 y 10 fechas respectivamente, los 2 primeros de cada grupo avanzaron a la segunda fase.

- Segunda etapa: Los 4 equipos clasificados de la etapa anterior se enfrentaron entre sí en play-offs eliminatorios para determinar los equipos que clasificaron a los zonales  de Segunda Categoría 2019, el orden de las semifinales fue: 1.° grupo A vs. 2.° grupo B y 1.° grupo B vs. 2.° grupo A, los ganadores de las semifinales clasificaron también a la final para determinar al campeón y vicecampeón respectivamente.

- Descenso: Al final los 9 equipos se juntaron en una sola tabla general donde los 2 últimos jugaron la promoción por la permanencia, el equipo que perdió el play-off descendió a la Liga Amateur de Santo Domingo de los Tsáchilas.[5][6]

## Equipos participantes
| Equipos participantes                            | Equipos participantes | Equipos participantes            |
| ------------------------------------------------ | --------------------- | -------------------------------- |
|                                                  |                       |                                  |
| Equipo                                           | Ciudad                | Estadio                          |
| Club Cultural y Deportivo Águilas                | Santo Domingo         | Estadio Etho Vega                |
| Club Deportivo Colorados Jaipadida Sporting Club | Santo Domingo         | Estadio Obando y Pacheco         |
| Club Deportivo Japan Auto                        | Santo Domingo         | Estadio Obando y Pacheco         |
| Club Deportivo Nacional                          | Santo Domingo         | Estadio Obando y Pacheco         |
| Club Deportivo Ramos y Ramos                     | Santo Domingo         | Estadio Obando y Pacheco         |
| Club Deportivo San Rafael                        | La Concordia          | Estadio Jorge Chiriboga Guerrero |
| Club Deportivo Talleres                          | Santo Domingo         | Estadio Obando y Pacheco         |
| Club Deportivo Santo Domingo                     | Santo Domingo         | Estadio Obando y Pacheco         |
| Club Sport 3 de Julio                            | Santo Domingo         | Estadio Obando y Pacheco         |

## Equipos por cantón
| Cantón                                                                          | N.º | Equipos |
| ------------------------------------------------------------------------------- | --- | --- |
| [[Archivo:\|20x20px\|border\|Bandera de Santo Domingo (Ecuador)]] Santo Domingo | 8   | - Águilas - Talleres - Ramos y Ramos - Nacional - Japan Auto - Colorados S.C. - Deportivo Santo Domingo - 3 de Julio |
| La Concordia                                                                    | 1   | - San Rafael |

## Primera fase

### Grupo A

#### Clasificación
| Pos. | Equipo                                                                       | Pts. | PJ | G | E | P | GF | GC | Dif. | Clasificación |
| ---- | ---------------------------------------------------------------------------- | ---- | -- | - | - | - | -- | -- | ---- | ------------- |
| 1    | [[Archivo:\|20x20px\|border\|Bandera de Santo Domingo (Ecuador)]] 3 de Julio | 19   | 7  | 6 | 1 | 0 | 31 | 3  | +28  | Segunda fase  |
| 2    | [[Archivo:\|20x20px\|border\|Bandera de Santo Domingo (Ecuador)]] Águilas    | 15   | 7  | 5 | 0 | 2 | 18 | 15 | +3   | Segunda fase  |
| 3    | [[Archivo:\|20x20px\|border\|Bandera de Santo Domingo (Ecuador)]] Colorados  | 11   | 7  | 3 | 2 | 2 | 12 | 7  | +5   |               |
| 4    | [[Archivo:\|20x20px\|border\|Bandera de Santo Domingo (Ecuador)]] Japan Auto | 5    | 7  | 1 | 2 | 4 | 8  | 26 | −18  |               |
| 5    | [[Archivo:\|20x20px\|border\|Bandera de Santo Domingo (Ecuador)]] Nacional   | 1    | 8  | 0 | 1 | 7 | 3  | 21 | −18  |               |

Actualizado a los partidos jugados el 3 de julio de 2019.
 Fuente: La Hora Santo Domingo
Criterios de clasificación: 1) Puntos; 2) Diferencia de goles; 3) Goles marcados

#### Evolución de la clasificación
| Equipo / Jornada                                                             | 01 | 02 | 03 | 04 | 05 | 06 | 07 | 08 | 09 | 10 |
| ---------------------------------------------------------------------------- | -- | -- | -- | -- | -- | -- | -- | -- | -- | -- |
| [[Archivo:\|20x20px\|border\|Bandera de Santo Domingo (Ecuador)]] 3 de Julio | 1  | 2  | 1  | 1  | 1  | 1  | 1  | 1  | 1  | 1  |
| [[Archivo:\|20x20px\|border\|Bandera de Santo Domingo (Ecuador)]] Águilas    | 2  | 1  | 2  | 3  | 2  | 2  | 2  | 2  | 2  | 2  |
| [[Archivo:\|20x20px\|border\|Bandera de Santo Domingo (Ecuador)]] Colorados  | 4  | 3  | 3  | 2  | 3  | 3  | 3  | 3  | 3  | 3  |
| [[Archivo:\|20x20px\|border\|Bandera de Santo Domingo (Ecuador)]] Japan Auto | 5  | 5  | 4  | 4  | 4  | 4  | 4  | 4  | 4  | 4  |
| [[Archivo:\|20x20px\|border\|Bandera de Santo Domingo (Ecuador)]] Nacional   | 3  | 4  | 5  | 5  | 5  | 5  | 5  | 5  | 5  | 5  |

#### Resultados
| Colorados  | 1 - 3    | Águilas    | Obando y Pacheco | 11 de mayo | 11:45    |
| 3 de Julio | 7 - 0    | Japan Auto | Obando y Pacheco | 11 de mayo | 16:00    |
| Libre:     | Nacional | Nacional   | Nacional         | Nacional   | Nacional |

| Águilas   | 4 - 2      | Japan Auto | Obando y Pacheco | 18 de mayo | 11:30      |
| Colorados | 1 - 0      | Nacional   | Obando y Pacheco | 18 de mayo | 16:00      |
| Libre:    | 3 de Julio | 3 de Julio | 3 de Julio       | 3 de Julio | 3 de Julio |

| Águilas  | 2 - 7     | 3 de Julio | Obando y Pacheco | 26 de mayo | 13:00     |
| Nacional | 1 - 3     | Japan Auto | Obando y Pacheco | 26 de mayo | 15:00     |
| Libre:   | Colorados | Colorados  | Colorados        | Colorados  | Colorados |

| Nacional  | 0 - 5   | 3 de Julio | Obando y Pacheco | 2 de junio | 09:00   |
| Colorados | 7 - 1   | Japan Auto | Obando y Pacheco | 2 de junio | 13:00   |
| Libre:    | Águilas | Águilas    | Águilas          | Águilas    | Águilas |

| Colorados | 1 - 1      | 3 de Julio | Obando y Pacheco | 9 de junio | 13:00      |
| Nacional  | 1 - 2      | Águilas    | Obando y Pacheco | 9 de junio | 15:00      |
| Libre:    | Japan Auto | Japan Auto | Japan Auto       | Japan Auto | Japan Auto |

| Águilas    | 1 - 0      | Nacional   | Obando y Pacheco | 15 de junio | 11:00      |
| 3 de Julio | 2 - 0      | Colorados  | Obando y Pacheco | 15 de junio | 15:30      |
| Libre:     | Japan Auto | Japan Auto | Japan Auto       | Japan Auto  | Japan Auto |

| Japan Auto | 0 - 0   | Colorados | Obando y Pacheco | 22 de junio | 11:00   |
| 3 de Julio | 6 - 0   | Nacional  | Obando y Pacheco | 22 de junio | 15:30   |
| Libre:     | Águilas | Águilas   | Águilas          | Águilas     | Águilas |

| Japan Auto | 1 - 1     | Nacional  | Obando y Pacheco | 29 de junio | 11:00     |
| 3 de Julio | 3 - 0     | Águilas   | Obando y Pacheco | 29 de junio | 15:30     |
| Libre:     | Colorados | Colorados | Colorados        | Colorados   | Colorados |

| Japan Auto | 1 - 6      | Águilas    | Obando y Pacheco | 3 de julio | 11:00      |
| Nacional   | 0 - 2      | Colorados  | Obando y Pacheco | 3 de julio | 15:00      |
| Libre:     | 3 de Julio | 3 de Julio | 3 de Julio       | 3 de Julio | 3 de Julio |

| Japan Auto | -        | 3 de Julio | No se programó | No se programó | No se programó |
| Águilas    | -        | Colorados  | No se programó | No se programó | No se programó |
| Libre:     | Nacional | Nacional   | Nacional       | Nacional       | Nacional       |

### Grupo B

#### Clasificación
| Pos. | Equipo                                                                                    | Pts. | PJ | G | E | P | GF | GC | Dif. | Clasificación |
| ---- | ----------------------------------------------------------------------------------------- | ---- | -- | - | - | - | -- | -- | ---- | ------------- |
| 1    | San Rafael                                                                                | 13   | 6  | 4 | 1 | 1 | 19 | 4  | +15  | Segunda fase  |
| 2    | [[Archivo:\|20x20px\|border\|Bandera de Santo Domingo (Ecuador)]] Deportivo Santo Domingo | 11   | 6  | 3 | 2 | 1 | 9  | 9  | 0    | Segunda fase  |
| 3    | [[Archivo:\|20x20px\|border\|Bandera de Santo Domingo (Ecuador)]] Talleres                | 10   | 6  | 3 | 1 | 2 | 12 | 6  | +6   |               |
| 4    | [[Archivo:\|20x20px\|border\|Bandera de Santo Domingo (Ecuador)]] Ramos y Ramos           | 0    | 6  | 0 | 0 | 6 | 0  | 21 | −21  |               |

Actualizado a los partidos jugados el 6 de julio de 2019.
 Fuente: La Hora Santo Domingo
Criterios de clasificación: 1) Puntos; 2) Diferencia de goles; 3) Goles marcados

#### Evolución de la clasificación
| Equipo / Jornada                                                                          | 01 | 02 | 03 | 04 | 05 | 06 |
| ----------------------------------------------------------------------------------------- | -- | -- | -- | -- | -- | -- |
| San Rafael                                                                                | 3  | 1  | 1  | 2  | 2  | 1  |
| [[Archivo:\|20x20px\|border\|Bandera de Santo Domingo (Ecuador)]] Deportivo Santo Domingo | 2  | 3  | 2  | 1  | 1  | 2  |
| [[Archivo:\|20x20px\|border\|Bandera de Santo Domingo (Ecuador)]] Talleres                | 1  | 2  | 3  | 3  | 3  | 3  |
| [[Archivo:\|20x20px\|border\|Bandera de Santo Domingo (Ecuador)]] Ramos y Ramos           | 4  | 4  | 4  | 4  | 4  | 4  |

#### Resultados
| San Rafael    | 2 - 2 | Deportivo Santo Domingo | Jorge Chiriboga Guerrero | 12 de mayo | 14:00 |
| Ramos y Ramos | 0 - 1 | Talleres                | Obando y Pacheco         | 12 de mayo | 14:00 |

| Ramos y Ramos | 0 - 2 | San Rafael              | Obando y Pacheco | 19 de mayo | 13:30 |
| Talleres      | 0 - 0 | Deportivo Santo Domingo | Obando y Pacheco | 19 de mayo | 15:30 |

| Talleres      | 0 - 3 | San Rafael              | Obando y Pacheco | 1 de junio | 11:00 |
| Ramos y Ramos | 0 - 1 | Deportivo Santo Domingo | Obando y Pacheco | 1 de junio | 15:00 |

| Deportivo Santo Domingo | 4 - 0 | Ramos y Ramos | Obando y Pacheco         | 16 de junio | 11:00 |
| San Rafael              | 1 - 2 | Talleres      | Jorge Chiriboga Guerrero | 16 de junio | 14:00 |

| Deportivo Santo Domingo | 2 - 1 | Talleres      | Obando y Pacheco         | 30 de junio | 11:00 |
| San Rafael              | 5 - 0 | Ramos y Ramos | Jorge Chiriboga Guerrero | 30 de junio | 15:00 |

| Talleres                | 8 - 0 | Ramos y Ramos | Olímpico de Santo Domingo | 6 de julio | 15:00 |
| Deportivo Santo Domingo | 0 - 6 | San Rafael    | Obando y Pacheco          | 6 de julio | 15:00 |

## Segunda fase
|  | Semifinales                                                                               | Semifinales                                                                               | Semifinales      |            |                                                                              | Final                                                                        | Final       | Final       |  |
|  | 13 y 14 de julio                                                                          | 13 y 14 de julio                                                                          | 13 y 14 de julio |            |                                                                              | 21 de julio                                                                  | 21 de julio | 21 de julio |  |
|  |                                                                                           |                                                                                           |                  |            |                                                                              |                                                                              |             |             |  |
|  |                                                                                           |                                                                                           |                  |            |                                                                              |                                                                              |             |             |  |
|  | [[Archivo:\|20x20px\|border\|Bandera de Santo Domingo (Ecuador)]] 3 de Julio              | [[Archivo:\|20x20px\|border\|Bandera de Santo Domingo (Ecuador)]] 3 de Julio              | 4                |            |                                                                              |                                                                              |             |             |  |
|  | [[Archivo:\|20x20px\|border\|Bandera de Santo Domingo (Ecuador)]] 3 de Julio              | [[Archivo:\|20x20px\|border\|Bandera de Santo Domingo (Ecuador)]] 3 de Julio              | 4                |            |                                                                              |                                                                              |             |             |  |
|  | [[Archivo:\|20x20px\|border\|Bandera de Santo Domingo (Ecuador)]] Deportivo Santo Domingo | [[Archivo:\|20x20px\|border\|Bandera de Santo Domingo (Ecuador)]] Deportivo Santo Domingo | 0                |            |                                                                              |                                                                              |             |             |  |
|  | [[Archivo:\|20x20px\|border\|Bandera de Santo Domingo (Ecuador)]] Deportivo Santo Domingo | [[Archivo:\|20x20px\|border\|Bandera de Santo Domingo (Ecuador)]] Deportivo Santo Domingo | 0                |            | [[Archivo:\|20x20px\|border\|Bandera de Santo Domingo (Ecuador)]] 3 de Julio | [[Archivo:\|20x20px\|border\|Bandera de Santo Domingo (Ecuador)]] 3 de Julio | 3           |             |  |
|  |                                                                                           |                                                                                           |                  |            | [[Archivo:\|20x20px\|border\|Bandera de Santo Domingo (Ecuador)]] 3 de Julio | [[Archivo:\|20x20px\|border\|Bandera de Santo Domingo (Ecuador)]] 3 de Julio | 3           |             |  |
|  |                                                                                           |                                                                                           | San Rafael       | San Rafael | 0                                                                            |                                                                              |             |             |  |
|  | San Rafael (p.)                                                                           | San Rafael (p.)                                                                           | San Rafael       | San Rafael | 0                                                                            | 2 (3)                                                                        |             |             |  |
|  | San Rafael (p.)                                                                           | San Rafael (p.)                                                                           |                  |            |                                                                              | 2 (3)                                                                        |             |             |  |
|  | [[Archivo:\|20x20px\|border\|Bandera de Santo Domingo (Ecuador)]] Águilas                 | [[Archivo:\|20x20px\|border\|Bandera de Santo Domingo (Ecuador)]] Águilas                 | 2 (1)            |            |                                                                              |                                                                              |             |             |  |
|  | [[Archivo:\|20x20px\|border\|Bandera de Santo Domingo (Ecuador)]] Águilas                 | [[Archivo:\|20x20px\|border\|Bandera de Santo Domingo (Ecuador)]] Águilas                 | 2 (1)            |            |                                                                              |                                                                              |             |             |  |
|  |                                                                                           |                                                                                           |                  |            |                                                                              |                                                                              |             |             |  |

### Semifinales
| Fecha                      | Lugar         | Local      |                                                                   | Resultado     |                                                                   | Visitante               |
| -------------------------- | ------------- | ---------- | ----------------------------------------------------------------- | ------------- | ----------------------------------------------------------------- | ----------------------- |
| 13 de julio de 2019, 15:30 | Santo Domingo | 3 de Julio | [[Archivo:\|20x20px\|border\|Bandera de Santo Domingo (Ecuador)]] | 4 – 0         | [[Archivo:\|20x20px\|border\|Bandera de Santo Domingo (Ecuador)]] | Deportivo Santo Domingo |
| 14 de julio de 2019, 14:00 | La Concordia  | San Rafael |                                                                   | (3) 2 – 2 (1) | [[Archivo:\|20x20px\|border\|Bandera de Santo Domingo (Ecuador)]] | Águilas                 |

### Final
| Fecha                      | Lugar         | Local      |                                                                   | Resultado |  | Visitante  |
| -------------------------- | ------------- | ---------- | ----------------------------------------------------------------- | --------- |  | ---------- |
| 21 de julio de 2019, 13:00 | Santo Domingo | 3 de Julio | [[Archivo:\|20x20px\|border\|Bandera de Santo Domingo (Ecuador)]] | 3 – 0     |  | San Rafael |

| |
| Club Sport 3 de Julio Campeón 1.er título Clasifica a los zonales de la Segunda Categoría 2019 y a la Copa Ecuador 2020. - También clasifica Club Deportivo San Rafael como vicecampeón. |

## Tabla general
| Pos. | Equipo                  | Promedio | Pts. | PJ | G | E | P | GF | GC | DF  | GV |
| ---- | ----------------------- | -------- | ---- | -- | - | - | - | -- | -- | --- | -- |
| 1.º  | 3 de Julio              | 2,714    | 19   | 7  | 6 | 1 | 0 | 31 | 3  | +28 | 13 |
| 3.º  | San Rafael              | 2,167    | 13   | 6  | 4 | 1 | 1 | 19 | 4  | +15 | 11 |
| 4.º  | Águilas                 | 2,142    | 15   | 7  | 5 | 0 | 2 | 18 | 15 | +3  | 11 |
| 2.º  | Deportivo Santo Domingo | 1,833    | 11   | 6  | 3 | 2 | 1 | 9  | 9  | 0   | 3  |
| 5.º  | Talleres                | 1,667    | 10   | 6  | 3 | 1 | 2 | 12 | 6  | +6  | 4  |
| 6.º  | Colorados               | 1,571    | 11   | 7  | 3 | 2 | 2 | 12 | 7  | +5  | 2  |
| 7.º  | Japan Auto              | 0,714    | 5    | 7  | 1 | 2 | 4 | 8  | 26 | –18 | 6  |
| 8.º  | Nacional                | 0,125    | 1    | 8  | 0 | 1 | 7 | 3  | 21 | –18 | 1  |
| 9.º  | Ramos y Ramos           | 0,000    | 0    | 6  | 0 | 0 | 6 | 0  | 21 | –21 | 0  |

|  | Promoción de descenso. |

### Partido por el descenso
| Fecha                      | Lugar         | Local    |                                                                   | Resultado     |                                                                   | Visitante     |
| -------------------------- | ------------- | -------- | ----------------------------------------------------------------- | ------------- | ----------------------------------------------------------------- | ------------- |
| 20 de julio de 2019, 15:30 | Santo Domingo | Nacional | [[Archivo:\|20x20px\|border\|Bandera de Santo Domingo (Ecuador)]] | (4) 1 – 1 (1) | [[Archivo:\|20x20px\|border\|Bandera de Santo Domingo (Ecuador)]] | Ramos y Ramos |

|                                                                |
| Club Deportivo Ramos y Ramos Desciende a la Liga Amateur 2020. |